# Surdisorex
Surdisorex là một chi động vật có vú trong họ Chuột chù, bộ Soricomorpha. Chi này được Thomas miêu tả năm 1906. Loài điển hình của chi này là Surdisorex norae Thomas, 1906.

## Các loài
Chi này gồm các loài: